# Strallegg
Strallegg là một đô thị thuộc huyện Weiz thuộc bang Steiermark, nước Áo. Đô thị Strallegg có diện tích 41,97 km², dân số thời điểm cuối năm 2005 là 2002 người.